# 김바위 (축구 선수)
김바위(金바위, 1988년 5월 22일 ~ )는 대한민국의 전 축구 선수이며, 포지션은 미드필더였다.